# Saint-Jean-de-Lier
Saint-Jean-de-Lier is een gemeente in het Franse departement Landes (regio Nouvelle-Aquitaine) en telt 323 inwoners (1999). De plaats maakt deel uit van het arrondissement Dax.

## Geografie
De oppervlakte van Saint-Jean-de-Lier bedraagt 8,1 km², de bevolkingsdichtheid is 39,9 inwoners per km².
De onderstaande kaart toont de ligging van Saint-Jean-de-Lier met de belangrijkste infrastructuur en aangrenzende gemeenten.

## Demografie
Onderstaande figuur toont het verloop van het inwonertal (bron: INSEE-tellingen).